# Thomas Frisano
Pour les articles homonymes, voir Frisano.
Thomas Frisano est un peintre et un dessinateur de bande dessinée français né en 1963.

## Biographie
Il débute en contribuant aux couvertures de la revue Strange réalisées par son père Jean Frisano aux éditions Lug.
Puis il a progressivement réalisé des couvertures pour les autres titres comics des éditions Lug : Titans, Spécial Strange, Nova, Albums de l'Araignée, Les Quatre Fantastiques.
Les couvertures Frisano sont liées à l’émergence des super-héros de Marvel Comics en France. Des articles consacrés à ces couvertures ont été publiés dans Comic Book Artist no 17 (Janvier 2002) et Comic Book Marketplace no 54 (Décembre 1997) ainsi que dans le Photo-Journal Guide to Marvel Comics d’Ernst Gerber. Dans l'Encyclopédie des Comics Marvel en France (volume 1), elles sont la source principale du matériel français reproduit.
Sa première bande dessinée paraît en 1984 dans Métal Aventure, une revue des Humanoïdes Associés. En 1990, il dessine l'album Les 12 Travaux d'Art Cool, écrit par Jean-Pierre Dionnet et paru chez Albin Michel. En 1999-2000, Glénat publie sa bande dessinée policière semi-érotique Relations Publiques écrite par Raymond Maric.
Thomas a été invité lors des éditions 2010 et 2011 de la convention Générations Star Wars et Science Fiction à Cusset.